# Рау, Фёдор Андреевич
Фёдор Андреевич Рау (Фридрих Вильгельм (нем. Friedrich Wilhelm Rau); 1868, Ульм, Вюртемберг, Германия — 1957, Москва, СССР) — русский и советский дефектолог немецкого происхождения, один из организаторов высшего дефектологического образования в России; доктор педагогических наук, профессор, член-корреспондент Академии педагогических наук РСФСР (1947).

## Биография
Родился 26 марта 1868 года в немецком городе Ульм в семье рабочего; был последним ребёнком из пяти детей и единственным, выжившим. Отец умер, когда мальчику было десять лет. В четырнадцать лет умерла его мать и Фридрих остался сиротой.
В 1887 окончил учительскую семинарию в Нюртингене и в этом же году начал педагогическую деятельность в школе для обычных детей. Затем до 1891 года работал в школе для глухонемых под руководством Иоганна Фаттера (1842—1916). Увидев в немецком журнале Organ der deutschen Taubstummenanstalten объявление из местечка Тиге Таврической губернии (ныне Кочубеевка Бериславского района Херсонской области Украины), что там требуется учитель, поехал в 1891 году работать в Россию. Здесь получил имя Фёдор Андреевич. Проработав в местной школе менее года, принял место учителя в одной частной семье, где воспитывал маленького глухонемого ребёнка.
В 1896 году открыл в Москве частную школу для глухих и курсы по исправлению недостатков речи. В течение 1899—1928 годов был директором Арнольдо-Третьяковского училища глухонемых (позднее — Московский интернат глухонемых). В 1900 вместе с женой — Н. А. Рау открыл первый в России детский сад для глухонемых детей дошкольного возраста. В 1907 под руководством Фёдора Андреевича была открыта сельскохозяйственная колония для глухонемых, где в 1910 году он организовал Отделение для умственно-отсталых глухонемых в колонии.
Также содействовал организации училища глухонемых в Туле. До Октябрьской революции проводил Съезды учителей глухонемых, организовывал курсы для матерей и воспитательниц глухонемых детей-дошкольников. В 1918 году открыл специальные классы для глухонемых детей при Арнольдо-Третьяковском училище и филиальное отделение в Даниловском монастыре. В 1922 году Ф. А. Рау работал в институте детской дефективности (основанном В. П. Кащенко) в качестве лектора по сурдопедагогике. С 1925 года являлся профессором по кафедре сурдопедагогики и логопедии на дефектологическом отделении 2-го МГУ.
С 1924 работал в кружке по логопедии и логотерапии при Центральном Доме работников просвещения. С 1926 вел курсы по переподготовке сурдопедагогов. В 1925—1948 годах заведовал кафедрой сурдопедагогики и логопедии АПН РСФСР. Был председателем дефектологической секции исследовательского института научной педагогики и ответственным редактором журнала «Вопросы дефектологии». Автор ряда научных трудов. Был награждён орденом Ленина.
Выйдя на пенсию, проживал в Москве, где и умер 30 мая 1957 года. Похоронен на Даниловском кладбище рядом с женой. Его сын — Фёдор Фёдорович Рау стал сурдопедагогом.

Могила Рау на Даниловском кладбище Москвы.